# Filellum parasiticum
Filellum parasiticum is een hydroïdpoliep uit de familie Lafoeidae. De poliep komt uit het geslacht Filellum. Filellum parasiticum werd in 1987 voor het eerst wetenschappelijk beschreven door Antsulevich. 